# ريس ويب
ريس ويب (بالإنجليزية: Rhys Webb)‏ هو عازف قيثارة بريطاني، ولد في 18 فبراير 1983.

## وصلات خارجية
- ريس ويب على موقع ميوزك برينز (الإنجليزية)